# Arrêt Baldy
L'arrêt Baldy est un célèbre arrêt rendu par le Conseil d'État français le 10 août 1917. Cet arrêt est célèbre en droit administratif ainsi qu'en droit des libertés publiques car il pose le principe selon lequel la liberté est le principe, et la mesure de police est l'exception. En d'autres termes, l'ordre public ne peut porter atteinte aux libertés que sous certaines conditions.  

## Exposé des faits
Le 6 juillet 1915, le préfet de l’Hérault prend un arrêté à caractère réglementaire visant à interdire « l’exhibition et la vente […] des drapeaux et insignes aux couleurs nationales revêtus d’un emblème quelconque », et ce sur ordre du ministre de l’Intérieur. Il s’agit donc d’un acte administratif unilatéral destiné à régir le comportement d’une ou plusieurs personnes qui sont désignées abstraitement ou qui ne sont pas désignées explicitement. Il est important de souligner qu’un arrêté réglementaire revêt donc un caractère général et impersonnel. En l’espèce, l’arrêté n’est pas limité dans le temps et il ne concerne pas seulement une catégorie d’emblèmes, mais les emblèmes dans leur ensemble. De plus, l’arrêté n’est pas pris au regard de circonstances locales particulières mais dans un souci de maintien de l’ordre public. Il est également intéressant de noter que l’espèce date de 1917 et que donc la Constitution de 1958 n’avait pas encore été édictée. Dès lors, deux remarques surgissent : le Conseil constitutionnel et la QPC n’existaient pas encore pour protéger les libertés, et le pouvoir réglementaire ne tenait pas sa compétence de la Constitution. Il existait toutefois en 1917 un pouvoir réglementaire autonome extracontractuel qui était limité par le juge aux activités de police et à l’organisation des services publics. 
La police administrative a pour but de prévenir les troubles à l’ordre public, et c’est notamment cette notion de « prévention » qui va nous intéresser ici. En ce sens, c’est le préfet qui est l’autorité de police au niveau départemental : le préfet de l’Hérault dispose donc d’un pouvoir réglementaire spécial à raison de la spécialisation territoriale, le pouvoir réglementaire général étant partagé entre le Président de la République et le Premier ministre. Le ministre de l’Intérieur ayant donné l’ordre au préfet dispose, lui, d’un pouvoir réglementaire spécial à raison d’une spécialisation matérielle puisqu’il est chargé de la police des étrangers. 

Sieur Baldy, un administré, forme un recours contentieux pour excès de pouvoir devant le tribunal administratif qui le déboute de sa demande. Il fait donc appel devant le Conseil d’État. En effet, dans le cas de questions préjudicielles en appréciation de la légalité ou en interprétation d’actes relevant de la compétence des tribunaux administratifs en premier ressort, le Conseil d’État constitue la juridiction d’appel . Dans son arrêt en date du 17 août 1917, le Conseil d’État se prononce donc sur la question de la légalité de l’arrêté pris par le préfet de l’Hérault sur ordre du ministre de l’Intérieur.
Monsieur Baldy demande l’annulation de l’arrêté litigieux, c’est-à-dire l’annulation rétroactive de l’acte administratif par le juge. En ce sens, l’arrêté serait censé n’avoir jamais existé. Il fonde sa demande sur l’excès de pouvoir, c’est-à-dire qu’il estime que l’arrêté est illégal. Tout l’intérêt de cet arrêt tient en ce sens aux moyens. Baldy soulève deux moyens de légalité externe : il estime que le préfet de l’Hérault « a empiété sur les pouvoirs réservés au législateur et au Gouvernement par le décret du Gouvernement provisoire du 7 mars 1848, lequel a déjà réglé la matière » (dans la hiérarchie des normes, le décret a en effet une valeur supérieure à celle des arrêtés ), et qu’en l’espèce « aucun motif tiré de la nécessité de maintenir l’ordre public ne pouvait être invoqué à l’appui des prohibitions édictées par ledit arrêté ». Il soulève également deux moyens de légalité interne aux termes desquels « l’interdiction de la vente et du port des insignes aux couleurs nationales porte atteinte aux principes de la liberté individuelle et de la liberté du commerce et de l’industrie », et dans la mesure où l’arrêté litigieux a été pris sur ordre du ministre de l’Intérieur « pour des motifs politiques, [il] est entaché de détournement de pouvoir ». Fort de ces moyens qui illustrent parfaitement la conciliation que le Conseil d’État doit opérer, il en déduit que l’arrêté doit donc être annulé.
Le ministre de l’Intérieur soutient que la requête de Baldy doit être rejetée au motif que « l’exhibition de drapeaux ou d’insignes aux couleurs nationales revêtus d’emblèmes ayant un caractère politique ou confessionnel serait de nature à provoquer des manifestations et à troubler l’ordre public ». Il ajoute que le préfet tient ses pouvoirs de l’article 99 de la loi du 5 avril 1884 et qu’il est donc compétent pour édicter un tel arrêté. Il résume donc les choses ainsi : « l’arrêté attaqué n’a été pris qu’en vue de maintenir l’ordre et la tranquillité publics […], il n’est, dès lors, pas entaché de détournement de pouvoir ».

Le Conseil d’État est compétent pour annuler l’arrêté litigieux dans son ensemble, annuler certaines dispositions de l’arrêté, ou rejeter la requête de Sieur Baldy et estimer que l’arrêté est légal dans l’ensemble de ses dispositions. Pour ce faire, il lui faut déterminer si l’arrêté en cause est légal en opérant un contrôle de proportionnalité entre la nécessité de maintenir l’ordre public et la préservation du respect de la liberté individuelle et de la liberté du commerce et de l’industrie. De manière plus générale, le Conseil d’État doit opérer une conciliation entre la mesure de police et la liberté. Dès lors, la question que doit trancher le Conseil d’État en l’espèce est de savoir si l’arrêté édicté par le préfet de l’Hérault est légal au regard de la nécessité de concilier l’exigence du maintien de l’ordre public d’une part, et le respect de la liberté individuelle et de la liberté du commerce et de l’industrie d’autre part.

## L'arrêt du Conseil d’État
Le préfet de l’Hérault est compétent pour édicter un arrêté dans le domaine que la loi réglemente ; il a justement apprécié la menace que constituent pour l’ordre et la tranquillité publics l’exhibition et la vente de drapeaux et insignes aux couleurs nationales revêtus d’un emblème quelconque (A). Son arrêté édicte une interdiction générale et absolue de revêtir le drapeau national d’emblèmes quelconques ; l’arrêté, compte tenu de la généralité de ses termes, est bel et bien entaché de « détournement de pouvoir ». Le Conseil d’État, en estimant que le préfet a utilisé ses pouvoirs à des fins autres que celles pour lesquelles ils lui ont été confiés, reconnaît donc implicitement que l’arrêté litigieux a été édicté pour des motifs politiques (B). Le Conseil d’État annule en partie l’article 1er de l’arrêté ainsi que l’article 2 dans l’ensemble de ses dispositions, et rejette toutefois la requête de Sieur Baldy « tendant à l’annulation de l’arrêté […] dans son ensemble ».

## Analyse
« Les atteintes susceptibles d’être portées [aux libertés] ne sont admises que lorsqu’elles s’avèrent strictement nécessaires pour assurer le respect de l’ordre public ou pour opérer une conciliation avec une autre liberté. Une des jurisprudences les plus remarquées du Conseil d’État est là pour le prouver, celle relative à l’exercice des pouvoirs de polices. Le principe applicable aux conflits ordre public – liberté a été résumé dans une formule […] que l’on doit au commissaire du gouvernement Corneille[Qui ?] dans ses conclusions sur l’arrêt Baldy du 10 août 1917 : « La liberté est la règle, la restriction de l’exception ». Elle a dominé l’esprit d’une jurisprudence très libérale ». »

 En effet, dans l’esprit de l’espèce qui retient notre attention, le principe de liberté est opposable aux autorités de police administrative mais aussi aux citoyens. Dès lors, l’arrêt Baldy semble définir la liberté comme le pouvoir de faire tout ce qui ne contreviendrait pas au régime du service public de la police administrative. 
Si tous les moyens soulevés par Sieur Baldy à l’encontre de l’arrêté du préfet de l’Hérault sont successivement rejetés, il en demeure un que le Conseil d’État accueille : l’arrêté édicte une interdiction générale et absolue, restriction suprême aux libertés, et il est donc entaché d’illégalité, au moins partielle. En somme, il apparaît intéressant de voir la distinction entre le régime répressif et préventif pour comprendre le fondement de cette décision du Conseil d’État. L’État qui adopte un régime répressif est un État qui adopte finalement, et ce même si le terme répressif peut avoir une connotation négative, le régime le plus libéral qui soit. Il consiste à n’interdire que ce que la loi peut interdire, et ainsi élever la liberté au-dessus de tout. L’intervention de la puissance publique est donc strictement limité, quelle soit judiciaire ou administrative. Le régime préventif est différent. En effet, le régime est dit préventif lorsqu’il « implique l’acceptation de la puissance publique, privant ainsi de liberté son titulaire face à une administration qui dispose, le plus souvent, d’un pouvoir discrétionnaire » En l’espèce, il s’agissait bien d’un régime répressif.
Un régime répressif comme en l’espèce se résume à dire que tout ce qui n’est pas expressément interdit est permis. La pérennité du régime répressif repose sur la stabilité des règles de droit et notamment la stabilité de la mise en œuvre des mesures de police : les libertés ne peuvent pas dépendre du caprice changeant et discrétionnaire ou imprévisible des puissances publiques, d’où se déduit la reconnaissance de la théorie du fait du Prince. Cette théorie joue « lorsque les charges du cocontractant sont aggravées par une mesure prise par l’administration contractante au titre de prérogatives autres que celles tirées du contrat en cause » . En l’espèce, le Conseil d’État recherche donc la légalité des motifs du préfet de l’Hérault et du ministre de l’Intérieur afin de s’assurer qu’il ne s’agit pas d’une restriction aux libertés prise en considération d’un seul motif politique 
Cette décision du Conseil d’État montre une certaine vision de l’ordre public. Celui-ci a précisément une finalité hybride qui est à la fois la protection du public mais également de l’individu contre lui-même. L’ordre public est défini par sa fonction et non par son contenu. Cette notion a d’ailleurs évolué puisque l’ordre public était considéré initialement comme « l’ordre matériel et extérieur », selon Maurice Hauriou. En effet, cet ordre public est une notion qui ne cesse de se transformer, il a ainsi intégré la notion de dignité humaine, puis de moralité publique avant de s’intéresser aux circonstances locales particulières. Cela permet et impose au Conseil d’État d’apprécier l’ordre public à un moment et dans des circonstances donnés. En l’espèce, il s’agissait de « la sûreté et la tranquillité publiques ». Il appartenait alors au Conseil d’État de vérifier si la mesure prise par le préfet avait pour objet de prévenir des « manifestations collectives susceptibles de troubler l’ordre ». Cela avait donc une visée purement préventive. Le but des mesures prises par le préfet étaient donc de protéger le public en interdisant ou en prévenant des manifestations collectives qui auraient pu porter atteinte à l’ordre public ; mais également, pour prévenir l’individu contre lui-même  en interdisant le port d’insignes et emblèmes susceptibles de générer des violences. Par conséquent, il y avait bien une interdiction de manière générale. La sécurité n’était devenue pas seulement un instrument de l’État mais aussi un moyen pour protéger les individus dans les relations interindividuelles : on est passé d’un rapport horizontal des individus contre l’État à un rapport des individus contre eux-mêmes. La première conséquence que cela a eu a été que finalement l’ordre public bien que devant être concilié avec la liberté apparaissait comme nécessaire à la liberté. En effet, en 1918, le Conseil constitutionnel n’existait pas, tout comme la Question Prioritaire de Constitutionnalité (QPC), pour garantir les libertés. Le Conseil d’État apparaissait alors légitimement comme le dernier garant des libertés, contre notamment des mesures préventives trop absolues.